# Forêts vierges de Komi
Les forêts vierges de Komi (en russe : Девственные леса Коми) sont l'un des sites du patrimoine mondial de l'UNESCO dans les montagnes de l'Oural septentrional de la république des Komis, en Russie. Étendues sur 32 800 km2, elles constituent la plus vaste forêt vierge en Europe.

## Description
Les forêts vierges de Komi appartiennent à l'écorégion taïga des montagnes de l'Oural. Les essences d'arbre principales incluent l'épicéa de Sibérie (Picea obovata), le sapin de Sibérie (Abies sibirica) et le mélèze de Sibérie (Larix sibirica). Les principaux mammifères sont le renne, la zibeline, le vison et le lièvre.
Le site correspond à la réserve naturelle de la Petchora et de l'Ilytch (Печоро-Илычский заповедник) et au parc national de Yougyd Va (национальный парк Югыд Ва, litt. « Les eaux claires »). Son statut de patrimoine mondial lui a été attribué le 8 décembre 1995, ce qui en a fait le premier site du patrimoine mondial naturel dans ce pays. Cette reconnaissance a apporté au site des fonds étrangers supplémentaires et l'a sauvé d'une exploitation forestière imminente par une entreprise française. Cependant, des menaces continuent de peser sur la conservation du site, en particulier à cause de l'exploitation forestière et de l'extraction aurifère illégales. L'exploitation des gisements d'or dans la partie septentrionale du parc national de Iougyd Va devait cesser avant 1995.
Malgré le classement du site au patrimoine mondial, le président de la république des Komis et son ministre de la Nature sont des partisans convaincus de l'extraction aurifère. Les tentatives du gouvernement régional de déplacer les limites du site afin de priver les parcelles riches en gisements aurifères de leur statut de protection ont été récemment rejetées par la Cour suprême de la république des Komis.